# کاستور و پولوکس
کاستور و پولوکس (به انگلیسی: Castor and Pollux، به یونانی: Κάστωρ καὶ Πολυδεύκης) در اساطیر یونان و روم، پسران دوقلوی زئوس و لدا و برادران هلن تروا بودند. آن‌ها در یونان با نام‌های دیئوسکوری یا دیئوسکوروء (به انگلیسی: Dioscuri یا Dioskouroi) شناخته می‌شدند.
به دلیل اینکه زئوس به مانند قویی نزد لدا آمد، بعضی مواقع تصور می‌شود آن‌ها از تخم به دنیا آمده‌اند. پولوکس یک بکسور نیرومند بود، و کستور یک سوارکار حرفه‌ای. آن‌ها در کنار هم با عنوان «دوقلوهای بهشتی» شناخته می‌شدند، که اغلب با صورت فلکی دوپیکر مرتبط داده می‌شوند.
در افسانه‌ها این دوقلوها از یک مادر هستند، اما پدر آن‌ها متفاوت بود و این به معنی آن است که پولوکس (فرزند زئوس) نامیرا بود اما کاستور (فرزند پادشاه اسپارت تیندارئوس) میرا. وقتی کاستور مرد، پولوکس از زئوس طلب کرد تا جاویدان بودن خود را با کاستور قسمت کند و آن‌ها با یکدیگر باشند، در نتیجه آن‌ها قسمتی از صورت فلکی جمینای شدند و به درخشانترین دو ستاره در آن گروه یعنی کاستور: سرپیشین و پولوکس: سرپسین تبدیل شدند. آن‌ها به صورت متناوب در المپوس به عنوان ایزد و در هادس به عنوان انسان‌های فانی به سر بردند.

## دورهٔ زندگی
- بعد از اینکه تسئوس خواهر آن‌ها، هلن تروا را ربود و به آفیدنس (شهری در شمال آتن) برد، کاستور و پولوکس او را آزاد کردند و همچنین آن‌ها مادر تسئوس، آیترا را دزدیدند و به اسپارتا آوردند، آیترا را مجبور کردند تا بردهٔ هلن شود اما سرانجام توسط نوه‌های خود بعد از سقوط تروا به خانهٔ خود بازگشت.
- بعدها، دوقلوها جیسون را بر روی کشتی‌اش آرگو همراهی کردند. در طی این سفر دریایی، پولوکس خود را با کشتن پادشاه جنگجوی آمیکوس، که او را به مبارزه بکس طلبید مشهور ساخت.
- هردوی آن‌ها شکارچیان و سوارکاران لایقی بودند که در شکار گراز کالیدونیان سهیم بودند.
- کاستور و پولوکس همچنین دختران لئوسیپوس "Leucippus"، فوبه و هیلائرا را ربودند و با آن‌ها ازدواج کردند و بعدها کاستور توسط برادرزاده‌های لئوسیپوس، ایداس و لینسئوس در نبردی کشته شد.
- در ابتدای سدهٔ ۵ پیش از میلاد، دوقلوها رسماً به رومیان معرفی شدند. در اسطوره‌ها آمده که آن‌ها به رومیان یاری رساندند تا در نبرد دریاچه رگیلوس بر لاتینان پیروز شوند. برای همین، آئولوس پستومیوس، دیکتاتور و سردار رومیان در آن جنگ، معبدی نذرشان کرد. این معبد پس از مرگ دیکتاتور و به‌توسط پسرش (که بدین منظور به‌عنوان دوئوم‌ویر نصب شده بود) در فروم یا همان میدان مرکزی روم بنا و افتتاح شد.[۲]